# Čečehov
Čečehov é um município da Eslováquia, situado no distrito de Michalovce, na região de Košice. Tem 7,62 km² de área e sua população em 2018 foi estimada em 385 habitantes.

## Demografia
| Ano:        | 1994 | 2004    | 2014   | 2024   |
| ----------- | ---- | ------- | ------ | ------ |
| Broj ljudi: | 273  | 341     | 372    | 388    |
| Razlika:    |      | +24,90% | +9,09% | +4,30% |

| Ano:               | 2023 | 2024 |
| ------------------ | ---- | ---- |
| Número de pessoas: | 388  | 388  |
| Diferença:         |      | +0%  |